# Secret Zoo
Pour plus de détails, voir Fiche technique et Distribution.
Secret Zoo (hangeul : 해치지않아 ; RR : Haechijianha) est une comédie sud-coréenne co-écrite et réalisée par Son Jae-gon et sortie en 2020 en Corée du Sud. Adaptation du webtoon I Don't Bully de Hun (publié de 2011 à 2012), elle raconte l'histoire d'employés d'un zoo sans animaux qui se déguisent avec des costumes animaliers pour ramener le public.
Elle totalise 1,2 million d'entrées au box-office sud-coréen de 2020.

## Synopsis
Kang Tae-soo (Ahn Jae-hong), stagiaire dans un cabinet d'avocats, sauve un jour le président Hwang (Park Hyeok-kwon (en)) pendant une manifestation du syndicat de l'entreprise. Pour le récompenser, il le nomme nouveau directeur du zoo du parc de Dongsan et promet de faire de lui un employé permanent. Kang, cependant, se rend très vite compte qu'il n'y a plus aucun animal dans le zoo en raison de difficultés financières.
Un jour, Kang et l'ancien directeur Seo (Park Yeong-gyu (en)) se saoulent au restaurant et, sur le chemin du retour, Kang est effrayé par la vue d'un tigre. En s'approchant, il se rend compte qu'il s'agit en fait d'une peluche. Cela lui donne l'idée de fabriquer de faux animaux pour le zoo car il pense que les gens ne savent pas vraiment à quoi ressemblent les animaux dans la réalité. Le zoo demande donc à une société de production de produire des costumes d'un ours polaire, d'une girafe, d'un gorille, d'un lion et d'un paresseux que les employés devront porter.

## Fiche technique
- Titre original : 해치지않아
- Titre international : Secret Zoo
- Réalisation : Son Jae-gon
- Scénario : Son Jae-gon, Lee Yong-jae et Kim Dae-woo
- Photographie : Lee Seung-hoon
- Montage : Lee Kang-hui
- Musique : Lee Jean-hui
- Production : Kim Seong-hwan et Park Hyeon-tae
- Société de production : AboutFilm et DCG Plus
- Société de distribution : Acemaker Movieworks
- Pays d’origine :  Corée du Sud
- Langue originale : coréen
- Format : couleur
- Genre : Comédie
- Durée : 117 minutes
- Date de sortie :
  -  Corée du Sud : 15 janvier 2020
  -  Singapour : 25 janvier 2020
  -  Hong Kong : 13 février 2020
  -  Taïwan : 14 février 2020
  -  Japon : 24 juillet 2020

## Distribution
- Ahn Jae-hong : Kang Tae-soo
- Kang So-ra : Han So-won
- Park Yeong-gyu (en) : le directeur Seo
- Kim Seong-oh (en) : Kim Geon-wook
- Jeon Yeo-been : Kim Hae-kyeong
- Park Hyeok-kwon (en) : President Hwang
- Seo Hyeon-woo : le secrétaire Oh
- Jang Seung-jo (en) : Sungmin
- Park Hyoung-soo : l'avocat Song
- Kim Heung-rae : Nez noir
- Han Ye-ri : Min Chae-ryeong
- Kim Gi-cheon : le représentant Go
- Jang Won-hyeong : le Coréen de l'étranger

## Production
Le tournage a lieu du 8 octobre 2018 au 19 janvier 2019.

## Accueil

### Box-office
Le film commence son exploitation à la première place lors durant son premier week-end. Cependant, le nombre d'entrées baisse de 77% au cours de sa deuxième semaine.

### Critiques
Michael Rechtshaffen du Los Angeles Times écrit que « la résistance n'est peut-être pas vaine, mais se priver des charmes aimablement loufoques de Secret Zoo de Corée du Sud, une comédie familiale inspirée qui donne un sens nouveau à la fausse fourrure, serait vraiment dommage ». Pour Panos Kotzathanasis de HanCinema (en), « Secret Zoo est un film qui vise à procurer du plaisir à son public, et à cet égard, il réussit au maximum ».